# 大明路 (南京)
大明路是南京市市区东南部的一条南北向交通干道，主要位于秦淮区境内。北起光华门，南到卡子门大街。原名光卡路。秦淮区境内（中和桥至卡子门大街）长3．4公里。最初作为联系主城区与江宁区的快速干道修建，建成后形成南京市主要的汽车特色街区，占据全市整车销售市场60％份额。